# Satyricon (álbum)
Satyricon é o oitavo álbum de estúdio da banda norueguesa de black metal melódico de mesmo nome. É o primeiro na VG-lista, o gráfico oficial de álbuns noruegueses. Foi lançado em toda a Europa em 9 de setembro de 2013 e lançado em 17 de setembro de 2013 nos EUA e no Canadá.

## Lista de Faixas
| N.º            | Título                           | Duração |  |
| 1.             | "Voice of Shadows"               | 2:36    |  |
| 2.             | "Tro og Kraft"                   | 6:01    |  |
| 3.             | "Our World, It Rumbles Tonight"  | 5:13    |  |
| 4.             | "Nocturnal Flare"                | 6:38    |  |
| 5.             | "Phoenix"                        | 6:32    |  |
| 6.             | "Walker Upon the Wind"           | 4:48    |  |
| 7.             | "Nekrohaven"                     | 3:12    |  |
| 8.             | "Ageless Northern Spirit"        | 4:44    |  |
| 9.             | "The Infinity of Time and Space" | 7:48    |  |
| 10.            | "Natt"                           | 3:44    |  |
| Duração total: | Duração total:                   | 51:22   |  |

Faixas bonus
| N.º            | Título                                           | Duração |  |
| 1.             | "Phoenix (Recording Session Rough Mix)"          | 6:32    |  |
| 2.             | "Our World, It Rumbles Tonight (Deeper Low Mix)" | 5:07    |  |
| 3.             | "Natt (Wet Mix)"                                 | 3:34    |  |
| Duração total: | Duração total:                                   | 42:43   |  |

## Créditos

### Satyricon
- Satyr: Vocais, Guitarras Acústicas e Elétricas, Teclados, Sintetizadores, Baixo, Percussão
- Frost: bateria

### Músicos de sessão
- Gildas Le Pape: Guitarras, Baixo Adicional
- Sivert Høyem: Vocais ("Phoenix")
- Erik Ljunggren: Teclados
- Kjetil Bjerkestrand: Órgão ("Natt")
- Karl Oluf Wennerberg: Percussão ("Phoenix")

### Produção
- Organizado e produzido por Satyr
- Gravado por Erik Ljunggren, com a assistência de Jacob Dobewall, Mike Hartung, Sam Hoffstedt e Nate Yaccino
- Misturado por Satyr, Adam Kasper e Nate Yaccino, com mistura adicional por Sam Hoffstedt

## Paradas
| Parada (2013)                         | Posição |
| ------------------------------------- | ------- |
| Áustria (Ö3 Austria Top 40)           | 36      |
| Bélgica (Ultratop Flandres)           | 108     |
| Bélgica (Ultratop Valônia)            | 148     |
| Finlândia (Suomen virallinen lista)   | 6       |
| Noruega (VG-lista)                    | 1       |
| Suécia (Sverigetopplistan)            | 18      |
| Suíça (Schweizer Hitparade)           | 47      |
| Alemanha (Offizielle Deutsche Charts) | 37      |